# 雷德班克斯 (密西西比州)
雷德班克斯（英語：Red Banks）是位於美國密西西比州馬歇爾縣的普查規定居民點。

## 人口
根據2020年美國人口普查的數據，雷德班克斯的面積為6.89平方千米，皆為陸地。當地人口數為215人，而人口密度為每平方千米31.2人。